# 佚存書
佚存書（いつぞんしょ）とは、中国では失われたが、日本や朝鮮などに伝存していた漢籍のこと。佚存という言葉は、江戸時代後期の儒学者、林述斎が『古文孝経』など16編の佚存書をまとめた『佚存叢書』によるとされる。有名な佚存書として、『遊仙窟』や『古文孝経』などがある。

## 歴史
中国では歴代王朝の禁書政策や戦禍などにより、失われる書物が多かった。一方、中国の書物は早くから周辺諸国にも伝えられており、中国国内で失われても、周辺国に伝わっている書籍（佚存書）があった。
当初は佚存書の存在自体が中国人に認識されていなかった。呉越国王の銭弘俶が商人からの情報に従って日本に使者を送り（953年）、天台宗の書籍を逆輸入したのが記録に残る佚存書輸入のはじめである。また、宋の張端義は「宣和年間（1119年-1125年）、高麗に奏使する者は、その国に異書甚だ富み」と記している。これらのことから、中国における、佚存書意識の萌芽は10世紀前後にさかのぼることができる。
北宋では奝然が太宗に『孝経』鄭注と『越王孝経新義』を献呈し、また欧陽脩が「日本刀歌」で「逸書百篇今尚存」と歌ったことで、日本に古書が残ることが有名になった。
清では考証学が発達し、古い書籍への需要が高まった。日本の儒学者・林述斎が、中国で失われ、日本に残る漢籍（佚存書）16種、60冊を収める『佚存叢書』を刊行している（1799-1810年）。
『五行大義』（『佚存叢書』版）、『論語義疏』（根本武夷校）、『古文孝経』（太宰春台版）、『孝経』鄭注（岡田挺之が『群書治要』から輯佚）、『全唐詩逸』（『全唐詩』から遺漏した唐詩を市河寛斎がまとめた詩集）などが日本から中国へ輸出された。中国で出版され、高く評価されたが、一部は贋作ではないかと疑われた。
1881年に駐日公使として赴任した黎庶昌とその随員の楊守敬は、日本で編纂された漢籍目録『経籍訪古志』を見て中国で滅んだ書籍がきわめて多いことを知り、大金を支払って書籍を買い求め、日本で『古逸叢書』として出版した。原本『玉篇』、『韻鏡』などは『古逸叢書』によって中国で知られるようになった。楊守敬はまた『日本訪書志』を著し、日本の漢籍とその価値に関する詳しい事情を伝えた。
楊守敬以降も、董康（『書舶庸譚』）、孫楷第（『日本東京所見小説書目』）など、佚存書の探索と整理に努めた人は少なくない。